# Philip Mulryne
Philip Patrick Stephen Mulryne (sinh 1978) là một linh mục thuộc Giáo hội Công giáo Rôma. Ông từng là một cầu thủ bóng đá chuyên nghiệp tại Bắc Ireland. Ông bắt đầu sự nghiệp bóng đá của mình tại Manchester United trước khi chơi hơn 150 trận cho Norwich City. Ông từng là thành viên của Đội tuyển bóng đá quốc gia Bắc Ireland. Sau khi từ giã sân cỏ vào năm 2008, ông đã có sự chọn lựa làm cho nhiều người ngạc nhiên khi tham gia các lớp tìm hiểu ơn gọi của Dòng Anh Em Giảng Thuyết. Sau một thời gian học tập tại đây, tu sinh Philip Patrick Stephen Mulryne đã được tham gia lễ khấn trọng thể trọn đời tại Dòng Đa Minh Chúa Cứu Chuộc ở Dublin. Ông tiếp tục học thần học thêm một năm cho đến mùa hè năm 2017 đã được chịu chức linh mục.

## Sự nghiệp cầu thủ
Philip Patrick Stephen Mulryne sinh ngày 01 tháng 1 năm 1978 tại Belfast, Bắc Ireland. Mulryne bắt đầu sự nghiệp cầu thủ của mình khi được chơi thử tại đội trẻ của Manchester United vào năm 1994. Ông là là thành viên của đội trẻ Manchester United khi họ giành chiến thắng tại FA Youth Cup vào năm 1995. Ông được gọi vào đội tuyển Bắc Ailen để thi đấu các trận cấp đội tuyển ở các giải quốc tế trước cả khi ông được chọn ra sân thi đấu chính thức cho đội bóng Manchester United, câu lạc bộ đầu tiên của mình. Trận đấu quốc tế của ông tại đội tuyển Bắc Ailen diễn ra vào tháng 2 năm 1997 với Bỉ. Sau đó, Mulryne đã phải chờ đợi cho đến một tháng sau để thi đấu trận đầu tiên của mình tại Manchester United trước Ipswich ở Coca Cola Cup (trận nay MU bị thua 2-0). Mặc dù Mulryne có thể thi đấu dưới vai trò như một tiền đạo, tiền vệ hay tiền vệ cánh phải, nhưng các vị trí này hầu như đã được chọn độc quyền bởi các ngôi sao tài năng như David Beckham, Nicky Butt, Paul Scholes, Andy Cole và Ole Gunnar Solskjaer. Vì vậy Mulryne chỉ được chơi một số ít trận của câu lạc bộ trong suốt năm mùa tại Old Trafford. Mulryne được xuất hiện duy nhất trong cả trận đấu 90 phút tại Manchester United vào ngày cuối cùng của mùa giải 1997-1998
Philip Patrick Stephen Mulryne gia nhập Norwich City với giá chuyển nhượng 500.000 £ vào ngày 25 tháng 3 năm 1999. Ông hy vọng sẽ có nhiều cơ hội ra sân hơn trong đội hình chính. Mulryne có một khởi đầu đầy hứa hẹn trong sự nghiệp của mình tại Norwich, ông đã ghi một bàn thắng bằng pha đá phạt tuyệt vời trong chiến thắng 1-0 được truyền hình trực tiếp tại Grimsby Town trong giải hạng Nhất. Đây là trận thứ hai ông chơi trong đội hình chính tại Norwich. Tuy nhiên, trong trận đấu mở đầu mùa giải 1999-2000 của câu lạc bộ Norwich, sau một pha tranh chấp tay đôi, Mulryne bị gãy chân và việc đó đã khiến ông bị loại trong hầu hết các trận còn lại trong suốt mùa giải năm đó.
Vào mùa giải 2001-2002, Mulryne cùng các thành viên của đội Norwich đã thi đấu trong trận chung kết của giải hạng Nhất để tranh vé play-off. Trận đấu kết thúc 1-1 sau hiệp phụ. Mulryne đã bỏ lỡ cơ hội cho cả đội khi ông đã có cú sút không thành công trước thủ môn của Birmingham City trên chấm phạt đền. Hợp đồng của Mulryne hết hạn vào mùa hè năm đó, đã có rất nhiều dự đoán về tương lai của Mulryne cho đến khi ông ký một bản hợp đồng ba năm với Norwich.
Ngày 30 tháng 8 năm 2005, Mulryne bị loại khỏi đội tuyển Bắc Ireland thời Huấn luyện viên Lawrie Sanchez do một hành vi vi phạm kỷ luật. Ông đã ra sân 27 lần trong màu áo đội tuyển quốc gia. Trong đó, trận đấu đáng nhớ nhất theo ông là cùng đội tuyển đối đầu với Đan Mạch vào năm 2001.
Cuối mùa giải 2005-2006, Mulryne được chuyển nhượng hợp đồng của mình tại Ninian cho đến tháng 1 năm 2007, trước khi ông tìm thấy một câu lạc bộ mới thích hợp sau đợt thử việc chung với cầu thủ Ipswich Town, Brighton & Hove Albion, nhà vô địch Ba Lan Legia Warsaw và Barnsley.
Martin Ling ký hợp đồng với Mulryne cho Leyton Orient vào ngày 23 tháng 1 năm 2007 theo dạng chuyển nhượng tự do sau khi ông gây ấn tượng tại cuộc thử nghiệm với họ. Ông ra mắt trong trận gặp Brighton & Hove Albion vào ngày 13 tháng 2. Ông đã được chuyển nhượng tiếp vào cuối mùa giải 2006-20007, và đã giúp Orient tránh một vé xuống hạng dù được dự báo điều này trước khi mùa giải năm đó bắt đầu.
Mulryne sau đó thử việc tại Bournemouth và chơi trong một trận giao hữu với Southampton. Ngày 25 tháng 10 năm 2007, Mulryne tham gia King Lynn FC dưới danh nghĩa không hợp đồng.

## Tu sĩ Dòng Đa Minh
Năm 2009, Mulryne bắt đầu tham gia các hoạt động tại Dòng Đa Minh với mong muốn được đào tạo để trở thành một linh mục Công giáo. Ông có chí hướng trên sau khi gặp gỡ Đức ông Noel Treanor. Mulryne được nhà dòng gửi đi học tại trường Cao đẳng Giáo hoàng Ireland ở Roma.
Ngày 11 tháng 9 năm 2016, ông chính thức trở thành một thầy dòng của Dòng Đa Minh thuộc Tu viện St Saviour ở Dublin sau khi tham dự nghi thức khấn dòng tại đây.
Ngày 29 tháng 10 năm 2016, Mulryne được Tổng Giám mục Diarmuid Martin của Dublin phong chức phó tế.
Ngày 8 tháng 7 năm 2017, Mulryne được Tổng giám mục Joseph Augustine Di Noia thụ phong linh mục Dòng Đa Minh.